# Sentice
Sentice (in tedesco Sentitz) è un comune della Repubblica Ceca facente parte del distretto di Brno-venkov, in Moravia Meridionale.